# Texturant
Un texturant alimentaire est un additif alimentaire qui permet de modifier les propriétés physiques d'un plat sans en modifier sensiblement la saveur.  On compte notamment :
- les épaississants qui augmentent la viscosité ;
- les gélifiants qui donnent la consistance d'un gel ;
- les stabilisants qui améliorent la stabilité de l'aliment ;
- les émulsifiants qui permettent d'améliorer la suspension des ingrédients ;
- les liants qui agglomèrent les particules solides sous forme de poudre.

Il existe aussi des texturants d'origine naturelle comme les farines fonctionnelles
Ces farines sont des agents texturants qui résistent aux stress industriels (pH acides, stérilisation, congélation, cisaillements....), ou peuvent substituer les matières grasses.
Leur haute fonctionnalité provient de 2 éléments synergiques: la sélection d'une variété de blé ou maïs ou riz ou d'une autre céréale pour sa composition spécifique (teneur en amylose ou en amylopectine, en protéines ...) et le procédé hydro-thermique permettant d'augmenter la stabilité, la régularité et les fonctionnalités de la farine.
Ces farines fonctionnelles se déclarent "farine" dans la liste d'ingrédients
| Additif                        | Type de nutriment                     | INS  | Fonctions                                           |
| ------------------------------ | ------------------------------------- | ---- | --------------------------------------------------- |
| Beurre manié                   | lipide, acide gras glucide, polyoside | —    | liant, épaississant                                 |
| Roux                           | lipide, acide gras glucide, polyoside | —    | liant, épaississant                                 |
| Tapioca                        | glucide, polyoside                    | —    | épaississant                                        |
| Maizena                        | glucide, polyoside                    | —    | épaississant                                        |
| Acide alginique,               | glucide, polyoside, alginate          | 0400 | épaississant, stabilisateur, gélifiant, émulsifiant |
| Alginate de sodium,            | glucide, polyoside, alginate          | 0401 | épaississant, stabilisateur, gélifiant, émulsifiant |
| Alginate de potassium,         | glucide, polyoside, alginate          | 0402 | épaississant, stabilisateur, gélifiant, émulsifiant |
| Alginate d'ammonium,           | glucide, polyoside, alginate          | 0403 | épaississant, stabilisateur, émulsifiant            |
| Alginate de calcium,           | glucide, polyoside, alginate          | 0404 | épaississant, stabilisateur, gélifiant, émulsifiant |
| Alginate de propylène glycol,  | glucide, polyoside, alginate          | 0405 | épaississant, stabilisateur, émulsifiant            |
| Agar-agar,                     | glucide, polyoside, galactane         | 0406 | épaississant, stabilisateur, émulsifiant            |
| Carraghénane,                  | glucide, polyoside, galactane         | 0407 | épaississant, stabilisateur, gélifiant, émulsifiant |
| Furcelleran                    | glucide, polyoside                    | 0408 | épaississant, émulsifiant, stabilisateur            |
| Gomme de caroube,              | glucide, polyoside, galactomannane    | 0410 | épaississant, stabilisateur, gélifiant, émulsifiant |
| Gomme d'avoine                 | glucide, polyoside                    | 0411 | épaississant                                        |
| Gomme de guar,                 | glucide, polyoside, galactomannane    | 0412 | épaississant, stabilisateur, émulsifiant            |
| Gomme adragante                | glucide, polyoside                    | 0413 | épaississant, stabilisateur                         |
| Gomme arabique,                | glucide, polyoside                    | 0414 | épaississant, stabilisateur, émulsifiant            |
| Gomme xanthane,                | glucide, polyoside                    | 0415 | épaississant, stabilisateur, émulsifiant            |
| Gomme karaya,                  | glucide, polyoside                    | 0416 | épaississant, émulsifiant, stabilisateur            |
| Gomme tara                     | glucide, polyoside, galactomannane    | 0417 |                                                     |
| Gomme gellane                  | glucide, polyoside                    | 0418 | émulsifiant, gélifiant, épaississant, stabilisateur |
| Gomme ghatti                   |                                       | 0419 | émulsifiant, épaississant, stabilisateur            |
| Sorbitol                       | glucide, polyol                       | 0420 | stabilisateur                                       |
| Mannitol                       | glucide, polyol                       | 0421 | anti-agglomérant                                    |
| Glycérol                       | glucide, polyol                       | 0422 | émulsifiant                                         |
| Curdlan                        | glucide, polyoside                    | 0424 | épaississant, stabilisateur                         |
| Gomme de konjac                | glucide, polyoside, glucomannane      | 0425 |                                                     |
| Glucomannane de konjac         | glucide, polyoside, glucomannane      | 0425 |                                                     |
| Gomme de casse                 | glucide, polyoside, galactomannane    | 0427 | émulsifiant, stabilisateur, gélifiant, épaississant |
| Pectine                        | glucide, polyoside                    | 0440 | émulsifiant                                         |
| Gélatine                       | protide, protéine                     | 0441 | gélifiant                                           |
| Cellulose                      | glucide, polyoside                    | 0460 | émulsifiant                                         |
| Carboxyméthylcellulose sodique | glucide, polyoside                    | 0466 | épaississant, stabilisateur                         |
| Polydextrose                   | glucide, polyoside                    | 1200 | épaississant, stabilisateur                         |

### Ouvrages
- Joint FAO/WHO Expert Committee on Food Additives, Compendium of Food Additive Specifications., FAO Food and Nutrition Paper 52, 1992
- Joint FAO/WHO Expert Committee on Food Additives, Compendium of Food Additive Specifications. Addendum 5., FAO Food and Nutrition Paper 52, 1997,  (ISBN 92-5-104023-0)
- Joint FAO/WHO Expert Committee on Food Additives, Compendium of Food Additive Specifications. Addendum 7., FAO Food and Nutrition Paper 52, 1999,  (ISBN 92-5-104370-1)
- Joint FAO/WHO Expert Committee on Food Additives, Compendium of Food Additive Specifications. Addendum 9., FAO Food and Nutrition Paper 52, 2001,  (ISBN 92-5-104023-0)
- Joint FAO/WHO Expert Committee on Food Additives, Compendium of Food Additive Specifications, FAO JECFA Monographs 3, 2006,  (ISBN 92-5-105559-9)